# Comedian Harmonists
Comedian Harmonists – sekstet męski, założony przez Harry'ego Frommermana, cieszący się wielką, międzynarodową popularnością w dwudziestoleciu międzywojennym. Działał w latach 1927–1934. Zakończył on karierę w związku z dojściem nazistów do władzy, gdyż część muzyków była pochodzenia żydowskiego. Ich najbardziej znane przeboje to Oh, donna Clara (Tango milonga), Mein kleiner grüner Kaktus, Ich wollt' ich wär ein Huhn, Veronika, der Lenz ist da, Wochenend und Sonnenschein.

## Członkowie zespołu
- Harry Frommermann (ur. 1906, zm. 1975), buffo-tenor
- Asparuch "Ari" Leschnikoff (ur. 1897, zm. 1978), pierwszy tenor
- Erich Collin (ur. 1899, zm. 1961), drugi tenor
- Roman Cycowski (ur. 1901, zm. 1998), baryton
- Robert Biberti (ur. 1902, zm. 1985), bas
- Erwin Bootz (ur. 1907, zm. 1982), pianista

## Film
W 1997 roku powstał austriacko-niemiecki film pt. "Comedian Harmonists" (w wersji polskiej "Odlotowy sekstet") w reżyserii Josepha Vilsmaiera. Opowiada o losach zespołu od jego założenia w 1927 roku aż do rozwiązania w roku 1934.
Obsada:
- Ben Becker: Robert Biberti
- Heino Ferch: Roman Cycowski
- Ulrich Noethen: Harry Frommermann
- Heinrich Schafmeister: Erich Collin
- Max Tidof: Ari Leschnikoff
- Kai Wiesinger: Erwin Bootz
- Meret Becker: Erna Eggstein
- Katja Riemann: Mary Cycowski
- Susanne Hoss: Rosa
- Rolf Hoppe: Julius Streicher
- Dana Vávrová: Ursula Bootz